# Kuwik Chuchut
Kuwik Chuchut är en ort i Mexiko.   Den ligger i kommunen Huehuetla och delstaten Puebla, i den sydöstra delen av landet, 180 km öster om huvudstaden Mexico City. Kuwik Chuchut ligger 586 meter över havet och antalet invånare är 754.
Terrängen runt Kuwik Chuchut är kuperad. Runt Kuwik Chuchut är det ganska tätbefolkat, med 207 invånare per kvadratkilometer. Närmaste större samhälle är Olintla, 7,8 km väster om Kuwik Chuchut. I omgivningarna runt Kuwik Chuchut växer i huvudsak städsegrön lövskog.